# Bezzia acuta
Bezzia acuta är en tvåvingeart som beskrevs av Remm 1974. Bezzia acuta ingår i släktet Bezzia och familjen svidknott. Inga underarter finns listade i Catalogue of Life.